# سان زينون آل بو (بافيا)
سان زينون آل بو (بالإيطالية: San Zenone al Po)‏ هي بلدة تقع في مقاطعة بافيا بإقليم لومبارديا في شمال إيطاليا. تبلغ مساحة هذه المدينة 6 (كم²)، وترتفع عن سطح البحر 59 م، بلغ عدد سكانها 518 نسمة في عام 2004 حسب إحصاء المعهد الوطني للإحصاء.

## السكان
في سنة 1861 بلغ عدد السكان 1٬522 نسمة، وتطور العدد ليصل في سنة 2011 لـ 598 نسمة.
يظهر هذا المخطط البياني تطور النمو السكاني لـ سان زينون آل بو (بافيا)

## وصلات خارجية
- الموقع الرسمي